# Uranbergbau

Zehn Staaten fördern 94 % des weltweit abgebauten Urans

Uranbergbau ist die Gewinnung von Uran aus Uranlagerstätten. Die größten Uranbergbauländer sind Kasachstan, Kanada, Australien, Russland, Niger, Namibia, Usbekistan und die USA. Uran kann auch aus der Asche von Kohlekraftwerken, einigen Phosphatmineralien sowie Meerwasser gewonnen werden.
Testbohrungen und Uranbergbau bilden den Beginn der Uranwirtschaft. Über mehrere Verarbeitungsstufen (Aufbereitung zu Yellowcake, dann gegebenenfalls chemische Umwandlung zu Uranhexafluorid und Uran-Anreicherung) entstehen Brennelemente für Kernkraftwerke. Natururanreaktoren können mit unangereichertem Uran (zumeist in der Form von Urandioxid-Keramik) betrieben werden, sodass Umwandlung in UF6 und Anreicherung nicht erforderlich sind. Für nicht-kerntechnische Verwendungen von Uran, wie sie vor Entdeckung der Kernspaltung der Hauptabnehmer von Uran waren, werden heutzutage andere Materialien eingesetzt oder abgereichertes Uran als Koppelprodukt der Urananreicherung verwendet, da dieses deutlich billiger verfügbar ist als Natururan aus Bergwerken.

## Erkundung

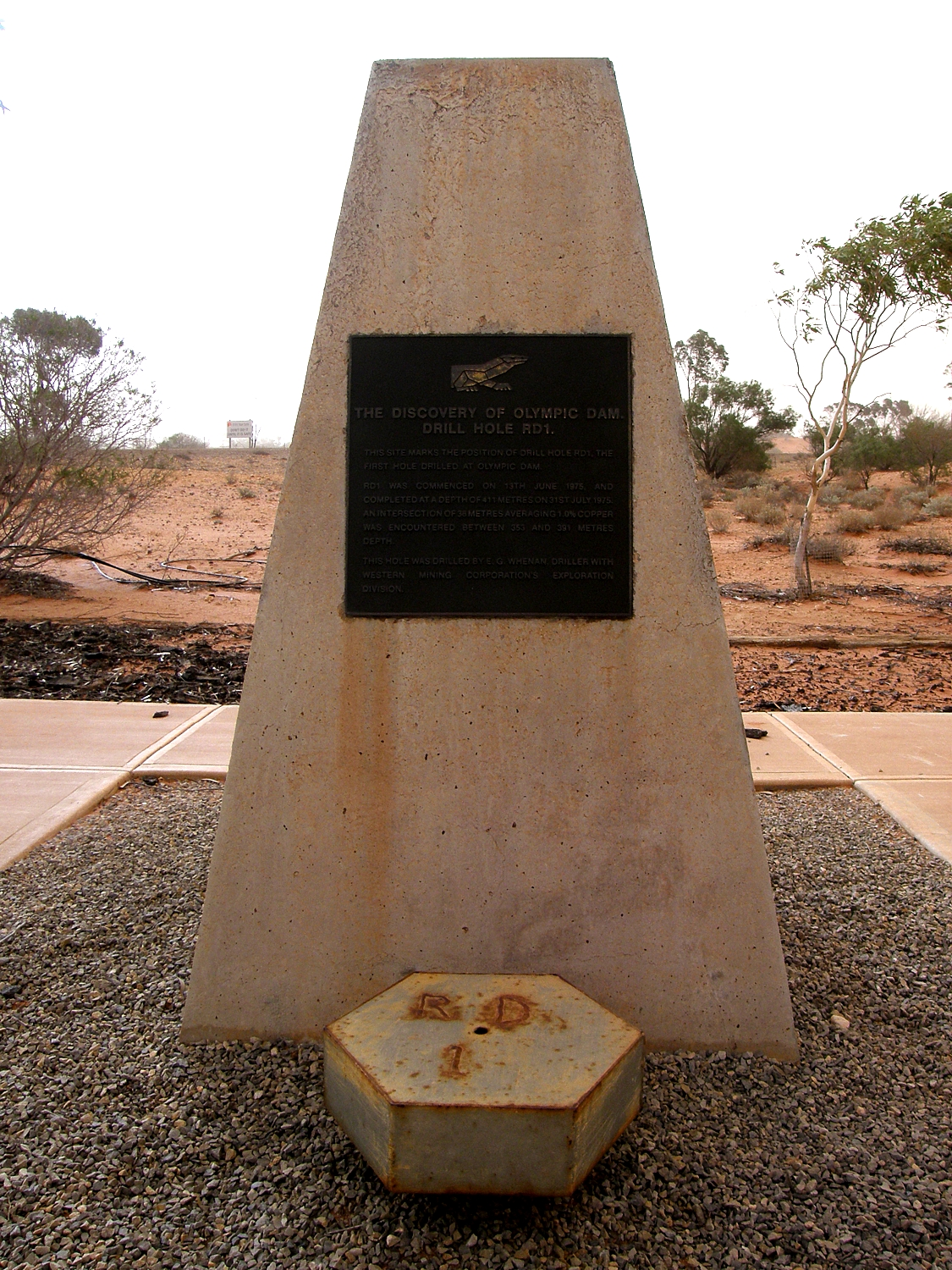
Erstes Bohrloch auf der Kupfer-Gold-Uranlagerstätte Olympic Dam aus dem Jahr 1975

Am Beginn der Erkundung steht die Wahl des Erkundungskonzeptes. Je nach Geologie zeigen verschiedene Gebiete das Potential für unterschiedliche Uranlagerstättentypen. Danach richtet sich auch die zu verwendende Erkundungsmethode. Dies kann von klassischer geologischer Feldarbeit (Kartierung von Gesteinseinheiten und tektonischen Strukturen), über Wasser- und Bodenluftmessungen bis hin zu geophysikalischen Methoden reichen, wie beispielsweise magnetische, gravimetrische oder radiometrische Messungen. Aufgrund der hohen Kosten kommen Bohrungen meist erst in einer späten Phase der Erkundung zum Einsatz, wenn vorangegangene Methoden ein signifikantes Potential für eine Uranmineralisation nachweisen. Wird eine Vererzung aufgefunden, die ein weiteres Interesse rechtfertigt, folgt ein engmaschigeres Netz von Bohrungen um die Größe des Vorkommens zu ermitteln und seine Wirtschaftlichkeit zu prüfen.
Derzeit in Betrieb befindliche Lagerstätten beinhalten zwischen einigen hunderttausend und einigen hundertmillionen Tonnen Erz mit Urangehalten zwischen 0,01 Gew.% und 15 Gew.%. Die größte Uranressource stellt derzeit die Lagerstätte Olympic Dam in Südaustralien dar mit mindestens 8,4 Mrd. Tonnen Erz und durchschnittlich 0,028 Gew.% Uran (Hauptressource ist allerdings Kupfer, weiterhin Gold und Silber). Größter Jahresproduzent war im Jahr 2017 die McArthur-River-Uranmine in Kanada, welche 16,1 Millionen Pfund (etwa 7,3 Millionen Kilogramm) Triuranoctoxid produzierte. Diese Mine war jedoch 2018–2022 aufgrund geringer Uranpreise außer Betrieb.

## Gewinnung
Uran wird im Tagebau, Tiefbau oder durch in-situ-Laugung gewonnen. Die gewählte Gewinnungsmethode richtet sich nach den Eigenschaften des Erzkörpers, wie Tiefe, Form, Erzgehalt, Tektonik, Art des Nebengesteins und anderen Größen. Uran kann als Nebenprodukt bei der Gewinnung anderer Rohstoffe anfallen, so wie der Uranbergbau selbst auch weitere Metalle produzieren kann.

### Tiefbau
Ein Großteil des Urans wird im Tiefbau in Teufen von 100 bis über 2000 m gewonnen. Die Lagerstätten werden über Schächte, Stollen, Rampen oder Wendeln erschlossen. Probleme stellen das eindringende Grubenwasser sowie die Bewetterung dar. Das Grubenwasser muss gehoben und gegebenenfalls von Schwermetallen gereinigt werden. Bei der Bewetterung muss sichergestellt werden, dass das sich beim radioaktiven Zerfall von Uran bildende Radon und dessen Folgeprodukte nicht die maximale Arbeitsplatzkonzentration überschreitet. Früher war die unzureichende Bewetterung – neben dem häufig verbreiteten Tabakrauchen – Hauptursache für die Erkrankung vieler Bergleute an Lungenkrebs. Es gibt Hinweise, dass Radon und Rauchen sich wechselseitig in ihren negativen Effekten verstärken – ein Nichtraucher wird weniger durch Radon geschädigt als ein Raucher und ein Raucher wird stärker durch Rauch geschädigt, wenn zusätzlich Radonbelastung vorliegt.
Die spezielle Abbaumethode wird wiederum nach den Eigenschaften der Lagerstätte gewählt. Vor allem die Form der Erzkörper sowie die Verteilung des Urans darin sind ausschlaggebend. Im Tiefbau lässt sich ein Erzkörper gezielt abbauen, wodurch viel weniger Abraum als im Tagebau anfällt. Die Förderung wird in modernen Bergwerken hauptsächlich mit dieselgetriebener Gleislostechnik realisiert. Die größte Tiefbaugrube ist derzeit McArthur River im kanadischen Saskatchewan mit einer Produktion von etwa 7200 t Uran pro Jahr.

### Tagebau
Oberflächennahe oder sehr große Erzkörper werden bevorzugt im Tagebau gewonnen. Dies ermöglicht den Einsatz kostengünstiger Großtechnik. Moderne Tagebaue können wenige Meter bis über 1000 m tief sein sowie einige Kilometer Durchmesser erreichen. Der Böschungswinkel erfordert, dass besonders tiefe Minen auch eine ceteris paribus größere Oberfläche haben müssen, selbst wenn die Ausdehnung der Lagerstätte in der Fläche gering ist. Beim Tagebau fallen oftmals große Mengen an Abraum an. Wie im Tiefbau müssen auch für einen Tagebau gegebenenfalls große Mengen Wasser gehoben werden, allerdings stellt die Bewetterung ein weniger großes Problem dar. Der Tagebau Ranger III im australischen Northern Territory ist derzeit der produktivste Urantagebau mit etwa 4.600 t Uran pro Jahr. Die Rössing-Mine in Namibia gilt als größter Urantagebau der Welt.

### Lösungsbergbau

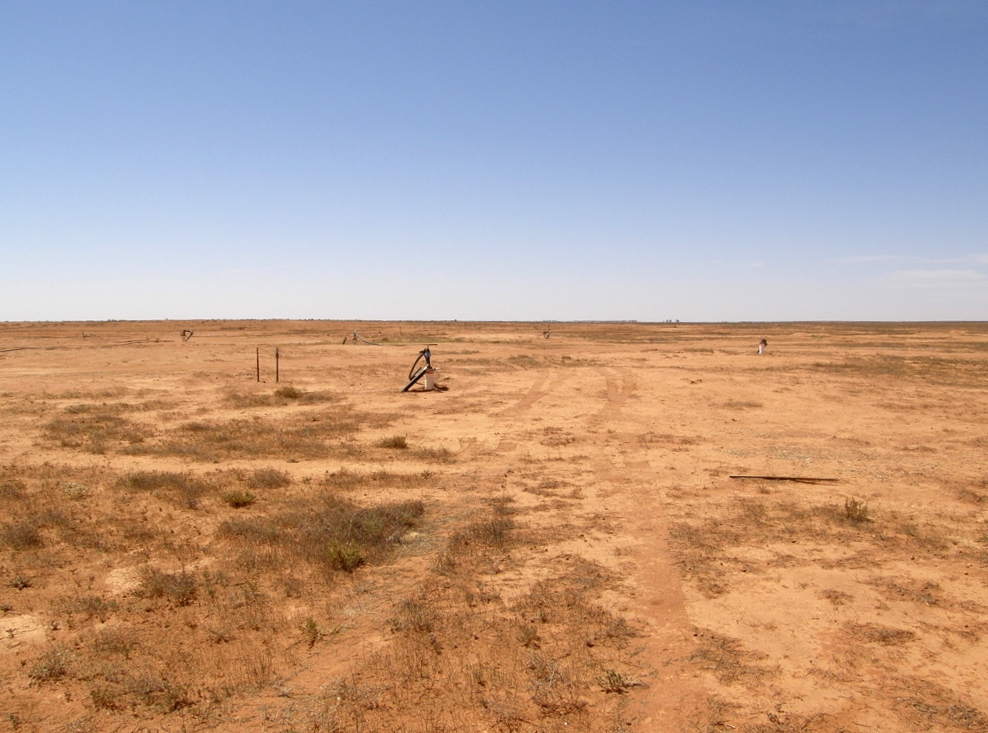
Versuchsfeld für in-situ-Laugung, Honeymoon-Uran-Mine, Südaustralien

Sandsteingebundene Uranlagerstätten können durch Lösungsbergbau (auch ISL für engl. in-situ leaching oder ISR für engl. in-situ-recovery) nutzbar gemacht werden. Der Erzkörper wird durch Bohrungen erschlossen und ein oxidierendes Fluid eingeleitet, welches das Uran mobilisiert. Meist handelt es sich dabei um verdünnte Schwefelsäure. Die Lösung wird über Injektionsbohrungen in den Erzkörper eingeleitet, die sich im äußeren Bereich des Erzkörpers befinden. Im Zentrum des Erzkörpers werden die Produktionsbohrungen niedergebracht, welche die uranhaltige Lösung fördern. Damit wird eine Strömung des Fluids zum Zentrum der Lagerstätte sichergestellt und eine unkontrollierte Verbreitung im Gestein verhindert. Im größeren Umfeld der Lagerstätte befinden sich Monitoring-Bohrungen, mit denen überwacht wird, dass es zu keiner Kontamination im Umfeld der Lagerstätte kommt. Ein großer Vorteil des Lösungsbergbaus ist, dass Zerfallsprodukte des Urans wie zum Beispiel Radium an Ort und Stelle verbleiben, da zum Beispiel Radiumsulfat praktisch unlöslich in Wasser ist. Bei „klassischem“ Bergbau hingegen verbleiben die so genannten „Tailings“ an der Oberfläche und/oder müssen aufwendig entsorgt werden. Teilweise wird auch der Grubenbau nach Ausbeutung der Lagerstätte mit ihnen verfüllt. Nach Aktivität hat jedes der Zerfallsprodukte den gleichen Anteil an der Radioaktivität des Erzes wie Uran selbst, jedoch zerfallen nach Ausbeutung des Urans die kurzlebigen Zerfallsprodukte binnen relativ kurzer Zeit zu kaum noch relevanten Resten und werden nur noch durch den Zerfall längerlebiger Zerfallsprodukte (wie Radium) nachgebildet.
Um diese Methode anwenden zu können, muss das uranhaltige Gestein eine gewisse Durchlässigkeit besitzen, um das Fließen der Lösung zu ermöglichen. Außerdem sollte sie nach oben und unten durch undurchlässige (tonige) Gesteine begrenzt sein. Lösungsbergbau ermöglicht die kostengünstige Gewinnung kleiner Erzkörper. Vorteil ist, dass es zu keiner tatsächlichen Bewegung von Gestein kommt und auch kein Abraum anfällt.
Der Lösungsbergbau soll in Zukunft eine größere Rolle einnehmen, bedeutende Betriebe gibt es in Kasachstan, Usbekistan, den USA und Australien. Der bedeutendste Betrieb im Jahr 2009 war Tortkuduk (Eigentümer: Areva und Kazatomprom) in Kasachstan mit einer Urangewinnung von 2272 t pro Jahr.
Eine Abwandlung der Methode kam in der Lagerstätte Königstein (Sächsische Schweiz) zum Einsatz. Das Bergwerk wurde von konventionellem Tiefbau auf Untertagelaugung umgerüstet. Zur Verbesserung der Ausbeute wurde der vererzte Sandstein in Abbaublöcke unterteilt, die zunächst gesprengt und anschließend gelaugt wurden.
Von der Oberfläche betrachtet ähnelt Lösungsbergbau einer Öl- bzw. Gasbohrung, insbesondere dem Verfahren Hydraulic Fracturing. Es gilt – wo möglich – als ökonomisch und ökologisch attraktivste Methode des Bergbaus.

### Uran als Nebenprodukt
In verschiedenen Betrieben wird Uran als Nebenprodukt gefördert. Am bedeutendsten aufgrund seiner Größe ist hierbei die Lagerstätte Olympic Dam, in welcher zusammen mit Gold und Silber pro Jahr etwa 3.400 t Uran als Nebenprodukt des Kupferabbaus (200.000 t pro Jahr) gewonnen wird. Zurzeit läuft eine Machbarkeitsstudie durch den Betreiber BHP Billiton zur Erschließung des Südteils der Lagerstätte, wobei die Produktion schrittweise auf 700.000 t Kupfer und etwa 15.000 t Uranoxid pro Jahr gesteigert werden soll. Eine bedeutende Uranproduktion fand auch auf den Goldgruben des Witwatersrand Goldfeldes in Südafrika statt. Diese soll wieder aufgenommen werden, wobei die wirtschaftliche Bedeutung des Urans die des Goldes übersteigen könnte. Uran wurde auch aus Wässern der Erdölproduktion in der ehemaligen Sowjetunion gewonnen. In Zukunft dürfte auch Uran aus Braunkohlenfilterasche Bedeutung gewinnen. Entsprechende Projekte gibt es in Ungarn und China. In einigen Phosphatlagerstätten ist Uran ebenfalls in gewinnbaren Konzentrationen enthalten. Die Gewinnung aus solchen Vorkommen spielte in der Vergangenheit vor allem in den USA eine Rolle und ist nun in verschiedenen Ländern wieder im Gespräch.

### Nebenprodukte des Uranbergbaus
Die Uranlagerstätten des Colorado-Plateaus in den USA waren in der Vergangenheit auch ein sehr bedeutender Lieferant für den Stahlveredler Vanadium. Die große Uranlagerstätte Jabiluka im australischen Northern Territory enthält einen großen Goldanteil. Allerdings wurden weitere Arbeiten auf dieser Lagerstätte durch den Eigner ERA (Energy Resources Australia) vorerst eingestellt, da es großen Widerstand gegen den Abbau durch die Lage im Kakadu-Nationalpark gab. Ähnliche Lagerstätten wie Jabiluka enthalten in Kanada auch teilweise hohe Gehalte an Nickel, allerdings wurde dieses Metall aufgrund der schwierigen Aufbereitung nicht gewonnen. Auf Uranlagerstätten im Erzgebirge wurde in geringem Umfang durch die SAG/SDAG Wismut auch Kupfer, Kobalt, Nickel, Wismut, Blei, Zink, Silber, Zinn, Selen sowie Baustoffe gewonnen. Kurz nach Entdeckung des Radiums war selbiges für einige Jahrzehnte Hauptprodukt des Bergbaus in Uranlagerstätten. Teilweise wurde sogar das Uran auf Halde gelegt, da man keine Verwendung für die großen anfallenden Mengen hatte – entsprechend der Halbwertszeit ergeben sich etwa 300 Milligramm Radium pro Tonne Uran. Da der Bedarf an Radium enorm zurückgegangen ist, spielt dies heute aber keine Rolle mehr.

### Unkonventionelle Gewinnung
Verfahren, die zurzeit nicht in industriellem Maßstab zum Einsatz kommen, werden als unkonventionelle Verfahren bezeichnet. Darunter fällt zum Beispiel die Urangewinnung aus Schwarzschiefer, Phosphatgestein oder Braunkohle bzw. deren Asche.

#### Aus Meerwasser
Prinzipiell ist auch die Uran-Extraktion aus Meerwasser möglich, das mit einem Urangehalt von etwa 4,5 Milliarden Tonnen das größte bekannte Uran-Vorkommen darstellt. Der Gehalt ist dabei relativ konstant bei 3,3 ppb Masseanteil. Dazu könnten spezielle Absorber an Küsten mit hohem Tidenhub oder innerhalb natürlicher Meeresströmungen platziert werden. Auf Basis von Versuchen in den USA und in Japan wurden die Kosten für Uran aus Meerwasser auf ca. 300 $/kg geschätzt. Dies liegt weit über den heutigen Marktpreisen. Die Gestehungskosten von elektrischer Energie würden sich bei Einsatz dieses teuren Urans um weniger als 0,01 €/kWh erhöhen (Einsatz in heutigen Leichtwasserreaktoren, ohne Wiederaufarbeitung). Da diese Mehrkosten überschaubar sind, muss man Uran aus Meerwasser als wirtschaftlich zugängliche Langzeitreserve (einige Zehntausend Jahre bei heutigem Verbrauch) betrachten, sofern sich die Extraktionsverfahren auch großtechnisch umsetzen lassen. Durch den Eintrag aus Flüssen sowie durch Lösung aus dem Sediment am Meeresboden wird der Urangehalt der Weltmeere immer wieder „aufgefüllt“, so dass auch bei starker Nutzung mittelfristig nicht mit einer nennenswerten Abnahme des Urangehalts von Meerwasser zu rechnen wäre. Ähnlich verhält es sich ja auch mit der Gewinnung von Meersalz, welche kaum die Salinität der Ozeane beeinflusst. Einige Flüsse haben – sei es aufgrund der natürlich vorherrschenden geologischen Bedingungen oder aufgrund Bergbau in Gegenwart oder Vergangenheit – deutlich höhere Urangehalte als die Weltmeere. Eine Extraktion wäre hier nicht nur potentiell preiswerter als aus den Weltmeeren, sondern brächte auch den Vorteil, dass die Belastung von Trink- und Brauchwasser mit dem Schwermetall Uran mittelfristig gesenkt werden könnte.
Im Zuge der Uranpreisblase um 2007 stieg der Uranpreis zeitweilig auf über 300 $/kg (135 $/lb), sodass bereits zu oben angegebenen Kosten die Gewinnung von Uran aus Meerwasser hätte lukrativ werden können. Jedoch fiel der Preis am Weltmarkt fast ebenso schnell wieder, wie er gestiegen war und lag Ende 2010 nur noch bei rund 100 $/kg. Im Zuge des russischen Überfalls auf die Ukraine im Jahr 2022 stieg der Uranpreis aufgrund von Spekulation um die künftige Verfügbarkeit von Uran aus Russland, Kasachstan und der Ukraine, sowie der Ankündigung mehrerer Länder, den Neubau von Kernkraftwerken zu planen oder die geplante Stilllegung herauszuschieben oder abzusagen, zeitweise wieder auf über 60 $/lb (=~ 130 $/kg), im Februar 2024 gar auf über 100 $/lb.

#### Aus Kohleasche
Kohle enthält fast immer auch Spuren der radioaktiven Elemente Uran, Thorium und Radium. Der Gehalt liegt je nach Lagerstätte zwischen wenigen ppm und 80 ppm. Da weltweit etwa 7800 Millionen Tonnen Kohle pro Jahr in Kohlekraftwerken verbrannt wird, schätzt man den Gesamtausstoß auf 10.000 Tonnen Uran und 25.000 Tonnen Thorium, der zum großen Teil in der Asche enthalten ist. Die Asche von europäischer Kohle enthält etwa 80–135 ppm Uran.
Zwischen 1960 und 1970 wurde in den USA etwa 1100 Tonnen Uran aus Kohleasche gewonnen. 2007 beauftragte die chinesische National Nuclear Corp die kanadische Firma Sparton Resources, in Zusammenarbeit mit dem Beijing No. 5 Testing Institute Versuche durchzuführen, Uran aus der Asche des Kohlekraftwerks Xiaolongtang in der Provinz Yunnan zu gewinnen. Der Urangehalt der Asche aus diesem Kraftwerk liegt mit durchschnittlich 210 ppm Uran (0,021 % U) über dem Urangehalt mancher Uranerze.

## Aufbereitung des Uranerzes

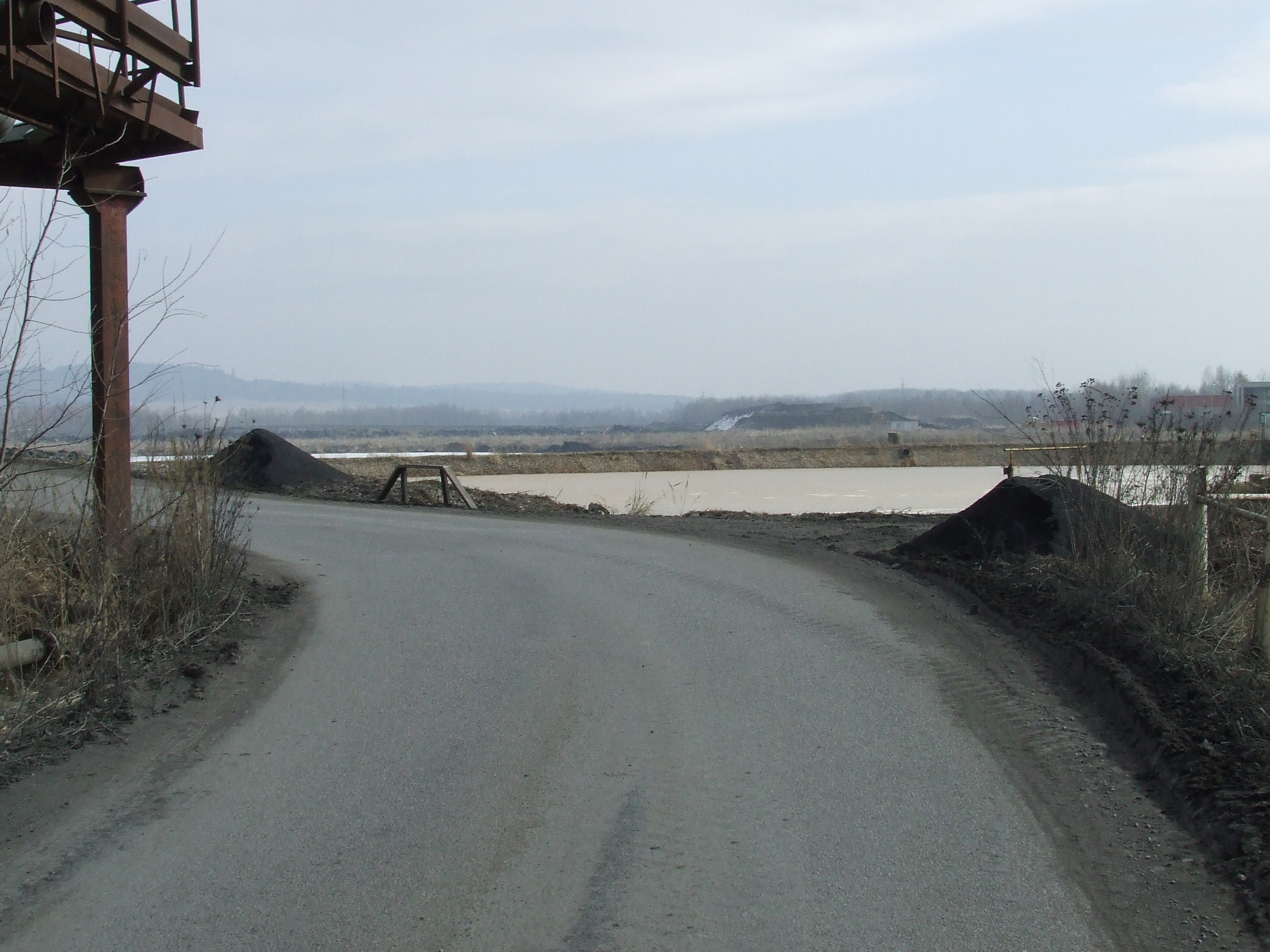
Schlammteiche der ehemaligen Uranerzaufbereitungsanlage MAPE Mydlovary in Tschechien

Das im Erz vorhandene Uran wird durch physikalische und chemische Verfahren vom übrigen Gestein getrennt (aufgeschlossen). Dazu wird das Erz zerkleinert (gebrochen, fein gemahlen) und das Uran herausgelöst (ausgelaugt). Dies geschieht mit Säure oder Lauge unter Hinzufügung eines Oxidationsmittels, um das Uran vom sehr schlecht löslichen chemisch 4-wertigen Zustand in die gut lösliche 6-wertige Form zu überführen. Auf diese Weise lassen sich über 90 Prozent des im Erz befindlichen Urans gewinnen.
Unerwünschte Begleitstoffe werden in mehreren Reinigungsschritten durch Dekantieren, Filtern, Extrahieren usw. entfernt. Aus der Flüssigkeit wird Uran ausgefällt, beispielsweise durch Zugabe von Ammoniak. Das ausgefällte Produkt (chemisch: Ammoniumdiuranat) wird wegen seiner gelben Farbe als „Yellowcake“ bezeichnet. In getrockneter Form enthält es 70 bis 80 Gewichtsprozent Uran. Dieses Material wird teilweise noch am Abbauort durch Kalzinierung in Uranoxid umgewandelt.
Die Rückstände der Uranaufbereitung (Tailings) müssen in speziellen Becken langfristig sicher gelagert werden. Sie enthalten noch den größten Teil des Aktivitätsinventars des ursprünglichen Uranerzes (in Form der Zerfallsprodukte des Urans wie beispielsweise Radium) sowie Schwermetalle. Teilweise wird der Grubenbau nach Abschluss des Bergbaus wieder mit den Tailings verfüllt. In Ländern des globalen Nordens kann keine Uranmine ohne genehmigte Pläne für den Umgang mit Tailings und Renaturierung bzw. Rekultivierung nach Abschluss des Bergbaus ihren Betrieb aufnehmen.

## Uranabbau nach Ländern

### Deutschland
In Deutschland wurde das erste Uranerz 1839 in Johanngeorgenstadt abgebaut.
Bis 1939 wurden in
- Johanngeorgenstadt
- Schneeberg (Erzgebirge)
- Marienberg
- Annaberg
- Freiberg
- Breitenbrunn

ca. 104 Tonnen Uranerz abgebaut.
Davon lieferten Schneeberg 60 und Johanngeorgenstadt 29 t. Die Gewinnung war nur sporadisch und erreichte zwischen 1880 und 1890 ihren Höhepunkt. Trotz staatlicher Förderprogramme zwischen 1910 und 1921 sowie ab 1934 wurden keine nennenswerten Uranvorkommen in den genannten Revieren aufgefunden. Am Ende des Zweiten Weltkrieges verfügte das untergegangene Deutsche Reich über die größten Uranoxidvorräte der Welt, die jedoch zum größten Teil nicht aus Deutschland, sondern aus anderen Ländern stammten. Durch den Überfall auf Belgien hatte Deutschland 1940 Teile der Uranvorräte Belgiens erbeutet, welche aus Belgisch-Kongo stammten. Darüber hinaus erfolgte auch auf der tschechischen Seite des Erzgebirges Uranabbau, welcher im Zuge des Krieges in deutsche Hände fiel. Führend beteiligt an der Akquise von Uran für den „Uranverein“ war die kurz zuvor „arisierte“ (d. h. ihren rechtmäßigen Eigentümern genommene) Auergesellschaft. Da die Kolonialverwaltung des Kongo weiter auf alliierter Seite stand, konnten auch die USA für ihr Manhattan Project auf Uran aus dem Kongo zugreifen.

#### Ostdeutschland

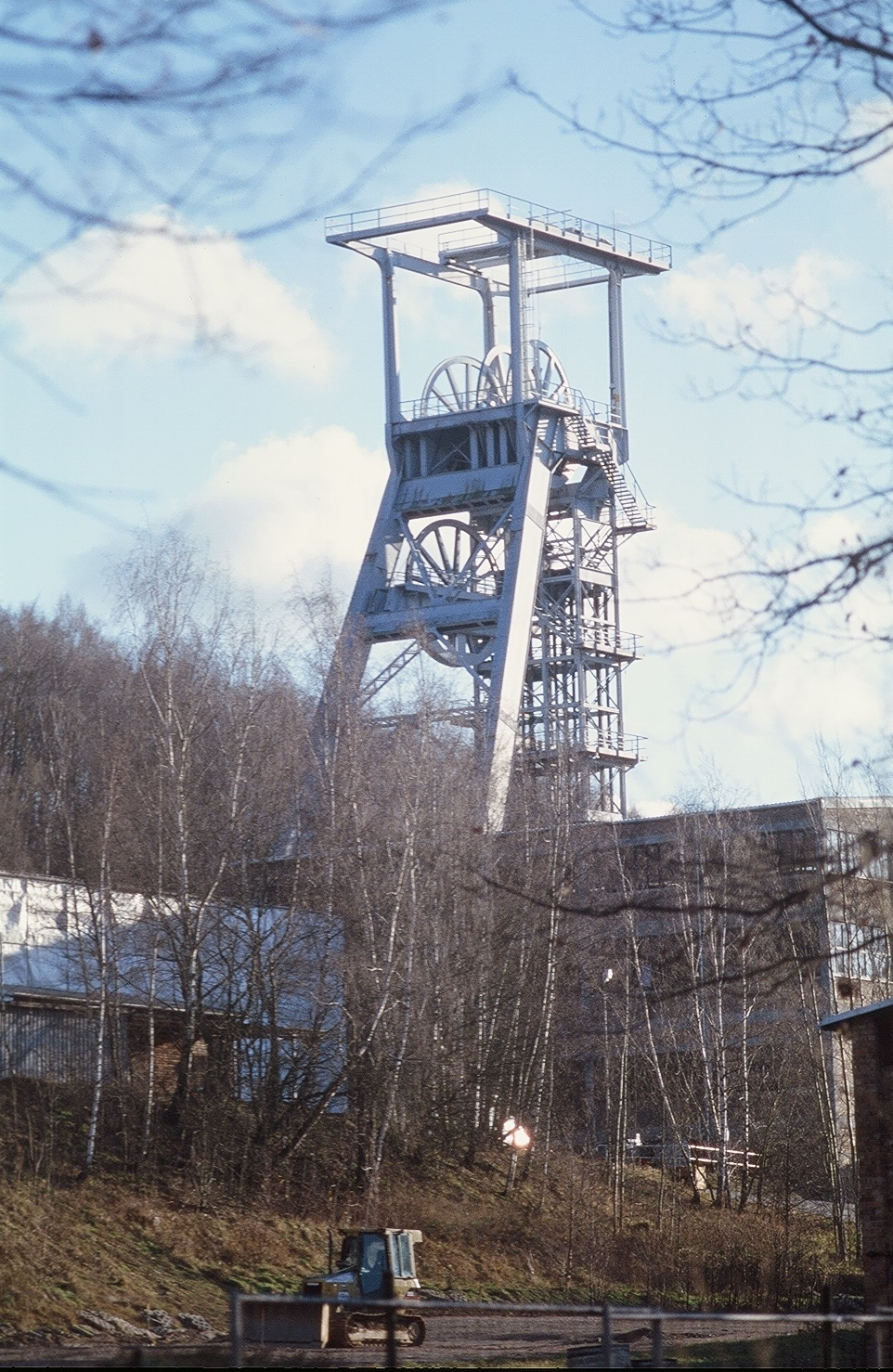
Der Schacht 371 in Hartenstein, ehemaliger Hauptschacht auf der Lagerstätte Niederschlema-Alberoda

Nach dem Zweiten Weltkrieg wurde in der sowjetischen Besatzungszone und später der DDR durch die SAG/SDAG Wismut intensiver Uranbergbau betrieben. Die Uranlagerstätten des Erzgebirges waren vor dem Krieg zwar teilweise bekannt, wurden jedoch nur in einem geringen Umfang ausgebeutet. Bis 1945 ging man davon aus, dass es sich nur um geringe Vorräte handelt. Die 1945 durch die Sächsische Erzsuchgruppe und ab 1946 durch die Sächsische Gewinnungs- und Erkundungsgruppe durchgeführten Untersuchungen führten zur Entdeckung größerer Vorräte. Das Erkundungsprogramm der SAG/SDAG Wismut wurde auf die gesamte SBZ/DDR ausgeweitet. Dabei wurden die Schwarzschieferlagerstätten bei Ronneburg in Ostthüringen, die Uranvererzung der Kohlen des Döhlener Beckens und die Sandsteinlagerstätte Königstein in der Sächsischen Schweiz entdeckt.
Gefördert wurden bis 1990 ca. 216.300 Tonnen Uran, davon jeweils die Hälfte in Thüringen und Sachsen. Die letzte Vorratsbilanz der SDAG Wismut lag zum 1. Januar 1991 vor. Diese nannte gelöschte Vorräte in Höhe von 251.510 t Uran, Bilanzvorräte von 57.922 t Uran sowie prognostische Ressourcen von 74.078 t Uran.

#### Westdeutschland
In Trizonesien gab es demgegenüber nur kleinere Uranlagerstätten im Schwarzwald, Bayerischen Wald und Fichtelgebirge. Erkundet wurden die Kleinstlagerstätten Poppenreuth, Mähring, Wittichen und Rudolphstein, sowie die Kleinlagerstätten Müllenbach (3000 Tonnen), Großschloppen (1500 Tonnen) und Hebanz. Untersucht wurden ebenfalls die im Flussspatrevier Wölsendorf vorkommenden Uranerze. Die einzige Lagerstätte, die über das Erkundungsstadium hinauskam, war Menzenschwand. Hier wurden zwischen 1973 und 1991 ca. 480 Tonnen metallisches Uran abgebaut. Die prognostischen Vorräte belaufen sich auf ca. 3500 Tonnen Uran.

#### Bundesrepublik Deutschland nach der Wiedervereinigung
Nach der Wiedervereinigung war die schon vorher nicht kostendeckende Uranförderung in der DDR, nachdem die Sowjetunion 1990 die Zahlungen eingestellt hatte, nicht mehr überlebensfähig und wurde im Jahr 1991 eingestellt. Im gleichen Jahr wurde die SDAG Wismut in die bundeseigene Wismut GmbH umgewandelt. Nach dem Entzug der Abbaurechte ging die Gewerkschaft Brunhilde 1991 in Insolvenz und der Bergbau in Menzenschwand wurde eingestellt. Die Sanierung der Hinterlassenschaften der Wismut wurde im 2+4-Vertrag der Bundesrepublik übertragen und festgelegt, dass die Sowjetunion und deren Nachfolgestaaten diese Kosten nicht tragen müssen. Seit 1990 wurden die verschiedenen Bergbaubetriebe der Wismut GmbH stillgelegt, in Sanierungsbetriebe umgewandelt und nach und nach geschlossen. Bei der Sanierung fällt, hauptsächlich durch die Reinigung des Flutungswassers des Sanierungsbetriebes Königstein, weiterhin Uran an. Dieses wurde verkauft und die Erlöse für die Sanierung verwendet. Diese Lieferungen wurden 2021 eingestellt, nachdem auf diesem Weg seit 1990 noch etwa 2.000 Tonnen Urankonzentrat verkauft wurden. Die Einstellung dieser Lieferungen bedeutete gleichzeitig den Ausstieg Deutschlands aus der Reihe uranproduzierender Staaten. An anderen Standorten, wie Schlema, Ronneburg und Pöhla werden anfallende Schadstoffe (Uran, Radium, Arsen, Eisen und Mangan) in Wasserbehandlungsanlagen (WBA) aus den Grubenwässern entfernt, mit Zement verfestigt und deponiert. Die behandelten Wässer werden über Fließgewässer dem natürlichen Kreislauf zugeführt.

### USA
Die US-Regierung verhängte wegen möglicher Konflikte mit touristischen und Umweltbelangen Anfang 2012 ein 20-jähriges Moratorium für die Erkundung neuer Uranlagerstätten am Grand Canyon.
Der Energiekonzern Anadarko Petroleum verständigte sich im April 2014 mit dem Justizministerium der Vereinigten Staaten auf die Zahlung von 5,15 Milliarden US-Dollar (3,75 Milliarden Euro) wegen Umweltverschmutzung der Tochtergesellschaft Kerr-McGee Corporation an 2700 verseuchten Standorten durch den Uranbergbau. Rund 4,4 Milliarden US-Dollar der vereinbarten Zahlung sollen für die Dekontaminierung von verseuchten Böden ausgegeben werden.

### Andere Staaten

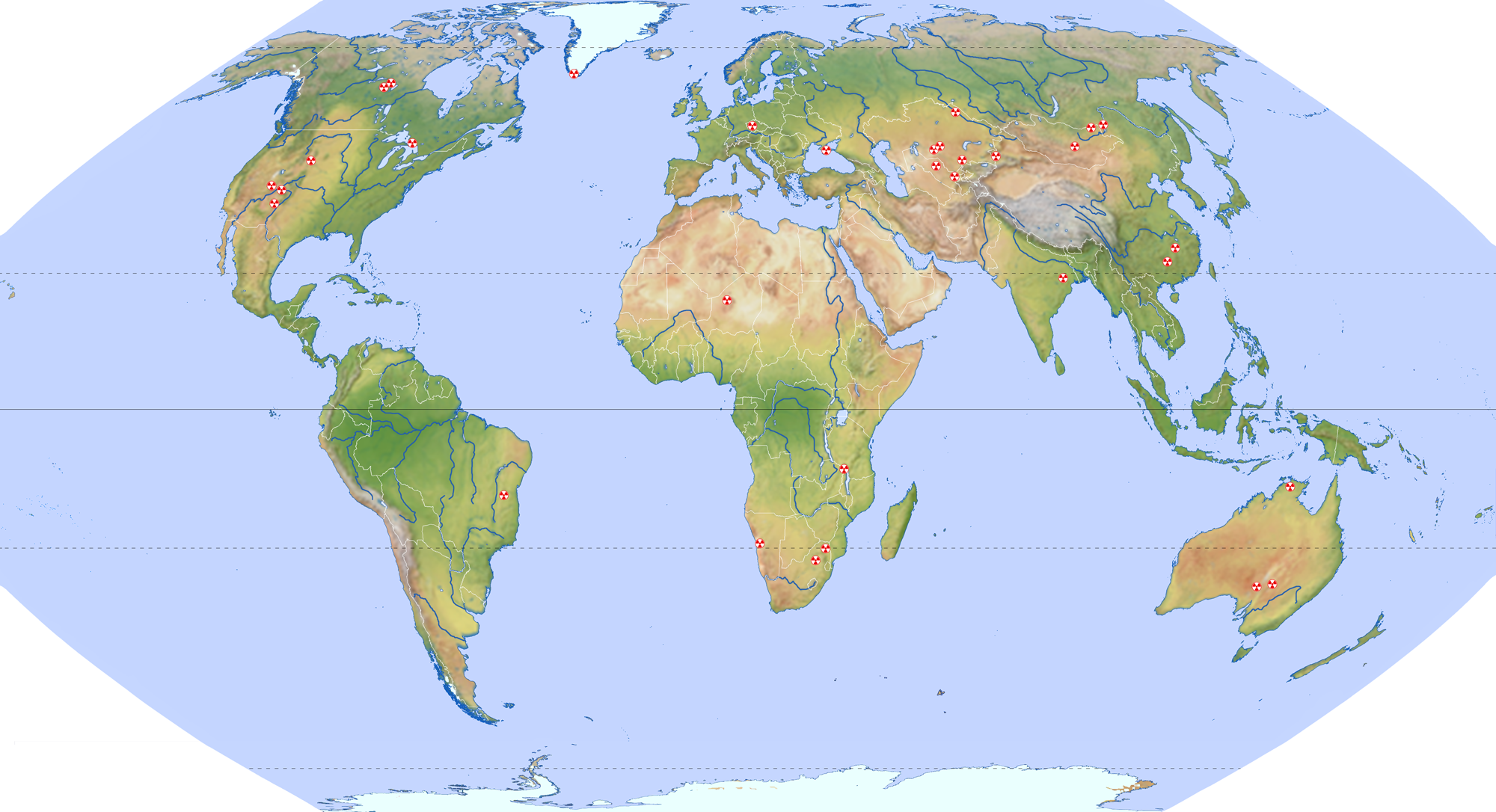
Die bedeutendsten produzierenden Urangruben der Welt
Wenn Sie eine detailliertere Weltkarte zum Bergbau „frei verschiebbar“ im Großformat (5,6 MB) betrachten möchten, folgen Sie diesem Link

Weltweit gibt es viele andere Staaten, in denen Uranabbau betrieben wird, wie beispielsweise Kasachstan, Kanada, Australien, Niger, Brasilien, China, Kongo, Namibia, Südafrika.
| Rang | Land                | Förderung 2012 (in kt) | Förderung 2020 (in kt) |
| ---- | ------------------- | ---------------------- | ---------------------- |
| 1    | Kasachstan          | 21,3                   | 19,5                   |
| 2    | Kanada              | 9,0                    | 3,9                    |
| 3    | Australien          | 7,0                    | 6,2                    |
| 4    | Niger               | 4,7                    |                        |
| 5    | Namibia             | 4,5                    | 5,4                    |
| 6    | Russland            | 2,9                    |                        |
| 7    | Usbekistan          | 2,4                    | 3,5                    |
| 8    | Vereinigte Staaten  | 1,6                    |                        |
| 9    | Volksrepublik China | 1,5                    |                        |
| 10   | Malawi              | 1,1                    |                        |

Quelle: Bundesanstalt für Geowissenschaften und Rohstoffe.

## Risiken
Uran ist ein schwach radioaktiv strahlendes Element, welches in seinen natürlichen Lagerstätten zunächst keine Gefahr für die Umwelt darstellt. Uran ist Ursprung der Zerfallsreihe in dessen Zuge 222Rn entsteht. Radonbelastung wird quasi immer durch Uranvorkommen im Untergrund ausgelöst. Jedoch nimmt auch nach vollständigem Abbau des Urans die Radonbelastung nicht nennenswert ab, da dessen Mutternuklid 226Ra zumeist an Ort und Stelle verbleibt und mit 1600 Jahren Halbwertszeit auf absehbare Zeit nicht verschwindet. Der Urangehalt derzeit genutzter Lagerstätten schwankt mit 0,03 bis 18 Prozent erheblich. Die radiotoxische Gefährlichkeit des Abraums liegt etwa in der gleichen Größenordnung wie die der natürlichen Strahlungsintensität. Außerdem besitzt das taube Gestein, aus dem der Abraum besteht, teilweise hohe Konzentrationen von anderen Metallen, welche eine Gefährdung für die Umwelt darstellen können. Je nach Lagerstättenart, Gewinnungsmethode und Lagerung können die auf den Abraumhalden noch vorhandenen Uran- und Schwermetallverbindungen das Trinkwasser belasten, oder durch Staubverbreitung entfernte Gebiete kontaminieren.
Nachdem der Uranabbau in fünf westeuropäischen Ländern komplett eingestellt wurde, findet etwa die Hälfte der Uranförderung derzeit in dünn besiedelten Gebieten Kasachstans, Kanadas und Australiens statt. In Kanada und Australien sind hauptsächlich Ureinwohner betroffen, die sich mittlerweile politisch und rechtlich gegen die auftretenden Schäden wehren. Gleichzeitig profitieren indigene Gruppen teilweise von Arbeitsplätzen und Investitionen in die Infrastruktur. Wurde früher über den Kopf der Betroffenen hinweg entschieden, bemüht man sich inzwischen mehr um die Zustimmung der örtlichen Bevölkerung. Ein weiteres Viertel des Urans wird in Usbekistan, Niger, Namibia und Russland abgebaut.

### Abraum
Hinterlassenschaften des Uranabbaus in Form von Abraumhalden, Absetzseen, Abfalldeponien usw. führen auch in Ländern, die heute kein Uranerz mehr fördern, beispielsweise Tadschikistan und Deutschland, zu einer langfristigen Gefährdung der dort ansässigen Bevölkerung und der Umwelt durch die im Uranerz natürlich vorkommenden Radionuklide. Vergleichbare Ewigkeitslasten treten zum Beispiel auch im Ruhrgebiet im Zusammenhang mit dem historischen Steinkohlebergbau auf. Aufgrund der höheren Energiedichte ist dabei pro enthaltener Energiemenge deutlich weniger Gestein zu bewegen, wenn Uran anstatt Kohle „verfeuert“ wird.

### Mögliche CO2-Belastung der Umwelt
Die vom Österreichischen Ökologie-Institut und der Österreichischen Energieagentur erstellte Studie „Energiebilanz der Nuklearindustrie“ vom November 2011 prognostiziert, dass aufgrund der starken Nachfrage nach Uran und der weltweit abnehmenden Uranreserven die Urangewinnung aufgrund der abnehmenden Uranerzkonzentration in den Lagerstätten immer aufwändiger werden könnte und mit steigenden CO2-Belastungen für die Umwelt verbunden sein würde.
Der Uranerzgehalt würde dabei zum entscheidenden Faktor in der Energiegewinnungskette: ab einem Grenzwert von ca. 0,01 % wird bei der Energiebilanz die Aufbereitung des gewonnenen Uranerzes zum Prozessschritt mit dem höchsten Energieaufwand (über 40 % der eingesetzten Primärenergie) und die Energieintensität des nuklearen Energieerzeugungsprozesses steigt auf über 100 %, d. h., die eingesetzte Energie übersteigt die erzeugte: die Umweltenergiebilanz wird negativ (siehe auch Energieerhaltungssatz); die nukleare Energieproduktion wäre aus energetischer Sicht nicht mehr sinnvoll (bzw. nachhaltig); ab hier wird der Wert von bis zu 288 g CO2-Emission pro nuklear erzeugter kWh elektrischer Energie genannt.
Die Studie wurde im Rahmen des Programms „Neue Energien 2020“ durchgeführt und aus Mitteln der Klima- und Energiefonds gefördert.
Laut einer Studie aus 2008 wäre ab einem Gehalt von „200 Gramm pro Tonne Gestein“ (vermutlich abgeleitet vom angloamerikanischen Maßsystem) oder 200 mg/kg „Kohle-Äquivalenz“ gegeben; der aus dem Uranerz erzielbare Netto-Energiegewinn wäre gleich der zur Gewinnung nötigen (aus Kohleverbrennung erzeugten) Energie.

### Radon
Ein gefährliches Zerfallsprodukt des Urans ist das Edelgas Radon, das farb- und geruchlos aus Aufbereitungsanlagen, Halden, Absetzbecken und Mülldeponien ebenso wie aus Bergwerkstollen entweicht, auch stillgelegten. Ohne Abdeckung können aus Halden und Absetzbecken dauerhaft erhebliche Mengen Radon freigesetzt werden. Die Freisetzungsrate kann bis zu 10 Bq je Quadratmeter betragen.
In ungenügend belüfteten Räumen oberhalb dieser Anlagen/Orte kann es sich ansammeln und bei einer langandauernden Belastung zu einem deutlich erhöhten Lungenkrebsrisiko führen (Schneeberger Krankheit). Die Internationale Agentur für Krebsforschung der WHO wie auch das Bundesamt für Strahlenschutz und die Strahlenschutzkommission sehen es als erwiesen an, dass Radon auch schon in geringen Dosen signifikant Krebs auslöst. Ein Schwellenwert konnte nicht ausgemacht werden. Das arbeitsmedizinische Maß der Radonbelastung im Uranbergbau ist der Working Level Month.

### Unfälle
Ganz im Schatten des Reaktorunfalles im Kernkraftwerk Three Mile Island (TMI) 1979 ereignete sich im selben Jahr ein Unfall mit Uranabbau-Abraum, der radiologisch als der schwerwiegendere gilt. Um die Strahlung des Abraumes zu reduzieren, werden oftmals Dämme errichtet und der Abfall dahinter wird mit Wasser überflutet. Der Bruch eines solchen Dammes am Rio Puerco in New Mexico (USA) verursachte das Abströmen von rund 335.000 Tonnen radioaktiven Wassers mit etwa 1.000 Tonnen verseuchter Substanzen in den Rio Puerco, der als Wasserreservoir vor allem der Diné-, Hopi- und Pueblo-Indianer dient. Eine unmittelbar vorgenommene Messung ergab einen gegenüber dem Grenzwert um das 7000-fache erhöhten Messwert für Trinkwasser. Die Information und Aufklärung der betroffenen Menschen gestaltete sich aufgrund des Mangels an elektronischen Kommunikationsmitteln sowie von Bildungsdefiziten äußerst schwierig, man geht von nicht wenigen Krebs-Todesfällen aus.

## Preisschwankungen und „Peak Uranium“
Wie alle natürlichen Rohstoffe ist auch Uran Preisschwankungen ausgesetzt. Der Uranpreis wird – da Uran fast ausschließlich in Kernreaktoren eingesetzt wird – vornehmlich durch die Entwicklung der Kernenergie (nachfrageseitig) sowie die Erschließung und Entdeckung von neuen bzw. Erschöpfung vorhandener Lagerstätten  (angebotsseitig) bestimmt. Uran und in gewissen Ausmaß auch Plutonium wurde in der Vergangenheit teilweise im Zuge der nuklearen Abrüstung und der so genannten Friedensdividende von militärischen (=Bomben) zu zivilen Zwecken transferiert, was einen Druck auf den Uranpreis ausübte und zeitweise dazu führte, dass die jährliche Produktion im Uranbergbau nur einen Bruchteil des jährlichen Verbrauchs in Kernreaktoren decken konnte. Zu all diesen „harten“ Faktoren kommt Spekulation.
Aufgrund der enorm hohen Energiedichte und der Relevanz als Dual Use Material, ist es sowohl einfach als auch üblich, beträchtliche Mengen Uran „auf Halde“ zu haben, sodass kurzfristige Preisschwankungen auf Endverbraucher zumeist keine oder nur geringe Einflüsse haben. Selbst wenn ein langfristig hoher Uranpreis auf die Stromkosten „durchschlägt“, so bewegt sich dies üblicherweise im Bereich von Centbruchteilen pro kWh da Personal- und Fixkosten einen höheren Anteil der Kosten eines Kernkraftwerks ausmachen als „Brennstoff“.
Im Zuge unter anderem der sinkenden Förderung nach Ende des kalten Krieges und der erlahmenden Prospektion wurde verschiedentlich – analog zu Peak Oil – ein peak Uranium prognostiziert. Wie bei allen Rohstoffen sind jedoch die Angaben über „Reserven“ immer auf die wirtschaftlich gewinnbaren bekannten Vorkommen bezogen. Ist der Preis bei – zum Beispiel – 30 €/kg so ist es nicht wirtschaftlich, Vorkommen zu gewinnen, deren Kosten 40 €/kg betragen. Dadurch steigt bei steigenden Preisen automatisch die Menge wirtschaftlich nutzbarer Reserven, wodurch mittelfristig die Produktion steigt, und nach dem Gesetz von Angebot und Nachfrage der Preis bis zur Etablierung eines neuen Gleichgewichts wieder sinkt.
Die um 2007 zu beobachtenden Anstiege des Uranpreises wurden unter anderem durch Spekulation um eine Renaissance der Kernenergie sowie Probleme in einzelnen Abbauländern angeheizt. In der Folge erfolgte intensivierte Prospektion und auch eine Erhöhung der Produktion, wodurch die Preise ab 2008 wieder sanken. Spätestens die Ereignisse von 2011, welche in Deutschland und anderswo zum Anlass genommen wurden, Kernkraftwerke stillzulegen oder Neubaupläne aufzugeben, führten zu einer langfristigen Konsolidierung niedriger Uranpreise und auch dem Bankrott einiger Firmen, die in den Jahren zuvor in Prospektion investiert hatten.

### Zusammenhang zwischen Uranpreis und Kerntechnologie
Der übliche Brennstoffkreislauf, wie er in der Mehrheit der kommerziellen Kernkraftwerke der Welt Verwendung findet, ist der „verschwenderischste“ denkbare Kreislauf. Nach Urananreicherung (wobei sowohl „fertiles“ 238U als auch fissiles 235U im abgereicherten Uran als „Abfall“ zurückbleibt) wird der Brennstoff in Leichtwasserreaktoren (LWR) einmalig „verbrannt“ und anschließend entsorgt. „Erbrütetes“ 239Pu bzw. 241Pu sowie verbleibendes 235U wird hierbei als „Atommüll“ entsorgt. Der Anteil an spaltbaren Material in „abgebranntem“ Brennstoff von LWRs ist höher als der in Natururan. Dennoch kann – hinreichend und dauerhaft niedrige Uranpreise vorausgesetzt – dieser Brennstoffkreislauf der ökonomisch sinnvollste sein, wenn die Kosten von Endlagerung nicht berücksichtigt werden oder nicht mit Gewicht bzw. Volumen skalieren.
Natururanreaktoren erlauben pro Gramm Natururan eine höhere Energiegewinnung, jedoch ist pro Gramm Brennstoff weniger Energie gewinnbar. Insgesamt sind diese also „brennstoffsparender“ als LWRs, produzieren aber mengenmäßig mehr „Abfall“ (der jedoch zu noch größeren Teilen aus Uran besteht als bei LWRs) pro produzierter Energie. Aufgrund technischer Probleme (Magnox, UNGG) bzw. aufgrund des hohen Preises von schwerem Wasser (Schwerwasserreaktor) blieben diese Reaktoren jedoch insgesamt ein „Nischenprodukt“, auch wenn Indien nach wie vor Neubauten seiner IPHWR-Linie vornimmt.
Diese Problematik war schon in der Frühzeit der kommerziellen Nutzung der Kernspaltung allgemein bekannt. Man ging bis zu den 1970er Jahren auch von global relativ geringen Uranvorkommen aus und hielt die Tatsache, dass „nur“ 0,72 % der Masse von Natururan 235U sind, für ein weiteres Hindernis bei der geplanten Nutzung der Kernenergie in großem Maßstab. Daher erfolgten in allen Ländern, die in den 1950er und 1960er Jahren in die Kernenergie einstiegen verschiedene Versuche zur „Brennstoffeinsparung“.
Zum einen waren frühe Reaktordesigns oft auf die Verwendung von Natururan ausgelegt (Magnox, UNGG, CANDU) oder sollten dies zumindest ursprünglich sein (RBMK). Dies war jedoch zuvorderst darauf zurückzuführen, dass Urananreicherung eine aufwendige, teure, energieintensive Dual Use Technologie darstellte, welche zunächst ein de facto Monopol der USA war, und erst später von anderen Ländern repliziert werden konnte, bzw. unter Aufsicht der IAEO auch nicht-Großmächten schwach angereichertes Uran zugänglich gemacht werden konnte.
Zum anderen bestand von Anfang an großes Interesse an der Wiederaufarbeitung des „abgebrannten“ Brennstoffs, um darin enthaltene spaltbare Nuklide zurückzugewinnen und damit „den Brennstoffkreislauf zu schließen“. Beim Magnox war aufgrund der Unbeständigkeit der Hüllrohre der Brennelemente die Wiederaufarbeitung sogar zwingend notwendig, da eine langfristige Lagerung in einem Abklingbecken nicht möglich war.
Nach einigen Versuchen setzte sich letztlich das PUREX-Verfahren allgemein durch, auch wenn auf niedriger Intensität weiter Forschung bzgl. anderer Verfahren der Wiederaufarbeitung betrieben wurde und wird. Beim PUREX-Verfahren, einem nasschemischen Verfahren, welches bei moderaten Temperaturen abläuft, kann Uran und Plutonium zurückgewonnen werden, minore Actinoide und Spaltprodukte verbleiben jedoch als „Abfall“.
Waren bis zu den 1970er Jahren alle größeren Nutzer der Kernenergie davon überzeugt, dass Wiederaufarbeitung sinnvoll war, führten ökonomische und politische Probleme, als Auslöser jedoch die Zündung einer indischen Atombombe, zu einer schlagartigen Verringerung des Interesses an Wiederaufarbeitung. In den USA mussten mehrere kommerzielle Projekte zur Wiederaufarbeitung eingestellt oder im Bau abgebrochen werden. In der Folge intensivierten die USA den außenpolitischen Druck gegen Wiederaufarbeitung. Proteste der anti-Atom Bewegung gegen geplante PUREX-Anlagen in Gorleben oder Wackersdorf taten ihr Übriges.
In den 1960er Jahren gab es darüber hinaus Versuche mit Flüssigsalzreaktoren, bei denen die Abtrennung von Spaltprodukten bzw. das „Nachfüllen“ von Brennstoff kontinuierlich erfolgen sollte. Unter der Regierung Richard Nixon wurde dieses Projekt jedoch zugunsten des schnellen Brüters wieder aufgegeben, bevor die Forschung abschließend beantworten konnte, ob aufgetretene Probleme Kinderkrankheiten oder „K.O.-Kriterien“ waren.
Auch die Verwendung von Thorium als „Brennstoff“ wurde in jener Zeit erfolgreich erprobt. Im Kernkraftwerk Shippingport wurde ein Kern, der aus einer Mischung von Uran und Thorium besteht, eingesetzt, ohne dass Sicherheit oder Effizienz gelitten hätten. Neben der besseren Verfügbarkeit von Thorium insgesamt, ist bei Thorium der Vorteil gegeben, dass es fast ausschließlich aus dem gewünschten Isotop 232Th besteht. Dadurch können aus einer gegebenen Menge Thorium quasi alle Atome zu 233U „gebrütet“ und anschließend gespalten werden. Nachteilig ist jedoch, dass 232Th für sich genommen keine Kettenreaktion aufrechterhalten kann, und daher eine „Startladung“ Uran oder Plutonium benötigt wird.
Der Verfall der Uranpreise in den 1970er Jahren, die oben erwähnten politischen Entwicklungen und die aufkommende anti-Atom Bewegung, die sich mit besonderer Verve auf Projekte wie den schnellen Brüter oder Wiederaufarbeitungsanlagen kaprizierte und Grundlagenforschung im kerntechnischen Bereich als „Subvention der Atomkraft“ schmähte, führten recht bald zu einem Erlahmen all dieser Projekte, da sie ökonomisch weniger attraktiv und politisch nicht durchsetzbar erschienen.
Nachdem in den mittleren 2000er Jahren die Uranpreise wieder stiegen, entstand langsam aber sicher wieder Interesse an einigen dieser „Brennstoff sparenden“ Verfahren. Neben den ökonomischen Aspekten wurden von Befürwortern nun auch Aspekte der Ressourcenschonung sowie der Verringerung von Atommüll ins Feld geführt. Das oft in der populären Presse zu findende Argument, ein Reaktor „verbrenne Atommüll“ bezieht sich zumeist darauf, dass dieser neben Uran und Plutonium auch minore Actinoide spalten kann, was für die meisten Flüssigsalzreaktoren und alle Reaktoren im schnellen Neutronenspektrum zutrifft. Nichtsdestotrotz bleiben auch bei solchen Reaktoren Spaltprodukte zurück, diese sind jedoch bzgl. Radiotoxizität und Langlebigkeit weit weniger bedenklich als Actinoide.
Mit Stand ca. 2022 betreiben Frankreich, Japan, Indien, Russland und in kleinerem Maßstab Großbritannien und China zivile Wiederaufarbeitung von Uran-Brennstoff mittels des PUREX-Verfahrens. Die daraus hergestellten MOX-Brennelemente verringern den Uranverbrauch pro kWh Strom aus Kernkraft. Ob diese Verfahren bei gegenwärtigen Uranpreisen ökonomisch sinnvoll sind, wird in vielen Veröffentlichungen bestritten, jedoch gilt zu bedenken, dass im Falle einer Aufgabe der Wiederaufarbeitung die Kosten für den Bau von entsprechenden Anlagen versunkene Kosten wären. Da die Kernenergie starken Regularien unterliegt und oftmals in staatlicher oder quasistaatlicher Hand ist, ist Kostenwahrheit gerade im Bereich der Wiederaufarbeitung beinahe unmöglich zu erlangen.
In Russland ist mit dem BN-800 ein schneller Brüter in Betrieb und liefert Strom ins öffentliche Stromnetz. 2022 wurde er erstmals mit einem Kern vollständig aus Plutonium und abgereicherten Uran betrieben, demonstrierte damit also die Fähigkeit zum „Recycling“ von „Atommüll“. In China ist unterdessen ein experimenteller Flüssigsalzreaktor (TMSR-LF1) im Bau und mehrere Start-ups versprechen so genannte „Generation IV Reaktoren“, welche auf den Prinzipien Flüssigsalzreaktor, schneller Brüter oder verwandten Technologien beruhen. Diese sind teilweise als so genannte small modular reactors mit geringerer Leistung pro Einheit und schnelleren Bauzeiten konzipiert als bisherige Reaktoren.

## Hörfunk
- Thomas Gaevert: Das Generationenprojekt – Der Uranabbau in Ostdeutschland und seine Folgen – Produktion: Südwestrundfunk 2019, Erstsendung: 27. Februar 2019, SWR 2